# Циафадзавуна
Циафадзавуна — третья по высоте гора Мадагаскара (высота 2642 м). Располагается она в вулканическом горном районе Анкаратра в центральной части острова. Своё местное название эта гора получила из-за сильных туманов, которые чаще всего скрывают от взоров её вершину.
Из-за близости к городу Амбатулампи эта вершина в особенности популярна среди туристов и любителей горного треккинга. Но здешняя флора не впечатляет особо богатым биоразнообразием — лишь высокие травы и редко встречающиеся деревья произрастают в этой горной местности. Также здесь почти не встречается характерных млекопитающих острова.